# Фанґус Бугімен
«Фанґус Бугімен» (англ. Fungus the Bogeyman) — дитяча книжка-картинка 1977 року британського художника Реймонда Бріггса. У ній розповідається про один день із життя головного персонажа, бугімена з робітничого класу, який займається буденною роботою — лякає людей. Персонаж і всі пов'язані з ним властивості тепер належать StudioCanal.

## Сюжет
У книжці описано типовий день Фанґуса Бугімена, який починається, коли він прокидається, і закінчується перед тим, як він засинає. Протягом дня він переживає легку екзистенційну кризу, розмірковуючи над тим, для чого насправді потрібна його, здавалося б, безглузда робота — лякати звичайних людей. Він є членом спільноти бугів, яка дуже схожа на британське суспільство, але Багімени насолоджуються речами, з якими люди (яких називають Пральнями через їхні контрастні екологічні вподобання) не почувалися б комфортно: наприклад, темрявою, вогкістю, холодом і зіпсованою їжею. У книжці з любов'ю описані буденні деталі життя бугів, з визначеннями бугівського сленгу та численними анотаціями, що стосуються міфів, домашніх тварин, хобі, літератури, одягу та їжі бугів.
Значна частина гумору походить від гри слів. Наприклад, показано, що бугімени люблять їсти та ділитися мухами так само, як люди сигаретами. Однією з марок мух є «сильні французькі Gallwasp», каламбур на тему сигарет Gauloises (гра слів на тему сигарет Gauloises та ящірки galliwasp).

## Адаптації
Протягом десятиліть було зроблено кілька спроб зняти фільм за книгою, що було важко через відсутність справжнього сюжету. У 2002 році BBC розпочало роботу над комедійним серіалом із трьох частин, який зрештою вийшов в ефір у листопаді 2004 року та доступний на DVD, у якому знялися Клер Томас у ролі Джесіки Вайт, Мартін Клунс у ролі її батька та Мак Вілсон у ролі Фунгуса. Ця постановка Gala Films за сценарієм автора Марка Геддона, що включає живих людей і анімаційних «Бугі», була номінована на п'ять нагород. У ній розповідається про те, як Джессіка, людина-підліток, потрапляє в Богейдом і зустрічає Фунґуса та його родину. У родині поповнення — донька на ім'я Слиз, а син Фанґуса Пліснява (який фігурував в оригінальній книзі) — підліток, який переживає бунтарську фазу: чистить речі замість того, щоб їх бруднити.
Трисерійна адаптація, головним героєм якої є Тімоті Сполл, вийшла в ефір на Sky1 у грудні 2015 року і була частково знята на West London Film Studios. У цій екранізації також знялися Марк Воррен, Кілі Говз, Джоанна Скенлан, Джиммі Акінгбола, Пол Кей, а також Вікторія Вуд у її останній телевізійній ролі перед її смертю у квітні 2016 року. Він був створений студією захоплення рухів Енді Серкіса The Imaginarium, де Серкіс також виконав роль оповідача.
Сценічна постановка, заснована на книзі, була поставлена в арт-депо у Північному Лондоні між листопадом 2007 року та серпнем 2008 року. Спільне виробництво з Pilot Theatre, режисером та адаптацією шоу займався Маркус Ромер, а дизайн — Алі Аллен.
Книга також надихнула пісню Bogey Music Пола Маккартні, яка була випущена на McCartney II. У примітках до пісні зазначено це натхнення, а також стверджується, що пісня «є першим записом, зробленим „пральнями“ для ринку бугів, що розширюється».

## Телесеріал
- Фанґус Бугімен (Оригінал) (28 листопада 2004 — 12 грудня 2004)
- Фанґус Бугімен (Відродження) (27 — 29 грудня 2015)